# Liste der Kulturdenkmäler in Reichsthal
In der Liste der Kulturdenkmäler in Reichsthal sind alle Kulturdenkmäler der rheinland-pfälzischen Ortsgemeinde Reichsthal aufgeführt. Grundlage ist die Denkmalliste des Landes Rheinland-Pfalz (Stand: 27. November 2018).

## Einzeldenkmäler
| Bezeichnung                   | Lage                            | Baujahr       | Beschreibung | Bild            |
| ----------------------------- | ------------------------------- | ------------- | --- | --------------- |
| Inschriftenstein und Türblatt | Birkenstraße 5 Lage             | 1739 und 1818 | zweiflügeliges spätklassizistisches Türblatt, bezeichnet 1818; an der Hofwand Inschriftenstein, bezeichnet 1739                                                                      | Fotos hochladen |
| Hofanlagen                    | Hahnenbachstraße 10 und 12 Lage | 1842          | zwei landschaftstypische eingeschossige Einfirstanlagen, bezeichnet 1842 | Fotos hochladen |
| Schul- und Rathaus            | Hahnenbachstraße 13/15 Lage     | 1842          | ehemaliges Schulhaus mit Lehrerwohnung und Bürgermeisteramt, heute Bürgerhaus; Putzbau, 1842, Architekt Johann Schmeisser, Kusel, Aufstockung 1906/07, Scheune 1878; ortsbildprägend | Fotos hochladen |